# Хюттисхайм
Хюттисхайм (нем. Hüttisheim) — община в Германии, в земле Баден-Вюртемберг. 
Подчиняется административному округу Тюбинген. Входит в состав района Альб-Дунай.  Население составляет 1368 человек (на 31 декабря 2010 года). Занимает площадь 10,35 км².